# Monique Pariat
Monique Pariat ist eine französische EU-Beamtin und leitet seit 2015 als Generaldirektorin die Generaldirektion Humanitäre Hilfe und Katastrophenschutz (DG ECHO).

## Leben
Monique Pariat studierte ab 1976 Politikwissenschaft an der Universität Straßburg mit Diplomabschluss 1979 und absolvierte anschließend ein Aufbaustudium am Europakolleg in Brügge.
Beruflich war sie zunächst von 1981 bis 1985 beim Dachverband der europäischen Industrie- und Handelskammern (EUROCHAMBRES) als Assistentin des Generalsekretärs tätig, danach bis 1987 bei der EU-Vertretung der italienischen Industrie- und Handelskammern.
Anschließend trat sie in den Dienst der Europäischen Kommission, wo sie eine Karriere in verschiedenen Generaldirektionen durchlief. Von April 2014 bis August 2015 amtierte sie als Stellvertretende Generaldirektorin der Generaldirektion Landwirtschaft und ländliche Entwicklung (DG AGRI) mit Zuständigkeit u. a. für Internationale Beziehungen. Seit September 2015 leitet sie die DG ECHO.

## Schriften
- in Zusammenarbeit mit Christoph Lippay: Der Atlas-Verbund – Europas Spezialeinheiten gegen Terror und Gewaltkriminalität. Stumpf & Kossendey, Edewecht 2021, ISBN 978-3-96461-049-2.